# زيغمونت شميت
زيغمونت شميت (بالبولندية: Zygmunt Schmidt)‏ هو لاعب كرة قدم بولندي في مركز الهجوم، ولد في 27 أبريل 1941. شارك مع منتخب بولندا لكرة القدم. أما مع النوادي، فقد لعب مع GKS Katowice ‏.

## وصلات خارجية
- زيغمونت شميت على موقع قاعدة بيانات كرة القدم.إي يو (الإنجليزية)